# Холдинг-Центр
Торговый дом «Холдинг-Центр» — российская компания, владелец сети магазинов одежды. Полное наименование — Публичное акционерное общество «Торговый дом „Холдинг-Центр“». Штаб-квартира — в Москве.

## Собственники и руководство
По данным «СПАРК-Интерфакс», контролируют компанию ЗАО «Холдинг-Центр» (34,94 %, учредители — физлица), Ascot Commercial Enterprises (19,93 %), Centre Point (17,29 %), коммерческий директор Валерий Чирков (11,54 %) и другие менеджеры.

## Деятельность
«Холдинг-Центр» занимается розничной торговлей европейскими марками одежды (Escada, Boss, Corneliani, Canali, Michele, Orwell, S. Oliver, Steilmann, Guy Laroche, Roy Robson, Koton, More and More, Tom Tailor и др.), а также продуктами питания и др. На начало 2006 компания управляла 59 магазинами в Москве и двумя в регионе общей торговой площадью 33 377,2 м². В июле 2006 компания приобрела сеть магазинов одежды компании «Микродин».
Также компания производит одежду под собственным брендом «SO YO» (продажи в 2005 составили $1,465 млн).
«Холдинг-Центр» управляет 4 торговыми центрами в Москве: «Бухарест», «Лейпциг», «Польская мода», «Рублёвский».
В 2007 году дочерняя компания «Холдинг-Центра» — ООО «Реал Эстейт Менеджмент» — получила право управления «Галереей Москва» — торговым центром, который откроется в гостинице «Москва» после её реконструкции .
Выручка компании в 2008 году составила 8,1 млрд руб. (в 2007 году — 7,2 млрд руб.), чистая прибыль — 451,9 млн руб.. В I квартале 2009 года выручка компании составила 1,7 млрд руб.